# Fotosecese

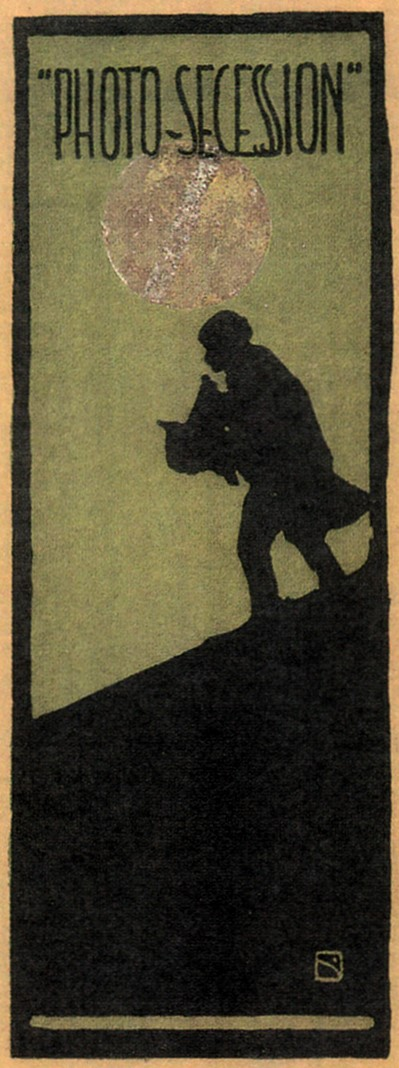
Plakát na výstavu Fotosecese v Galerii 291 od Edwarda Steichena, publikováno v Camera Work č. 13, 1906

Fotosecese (Photo-Secession) byl spolek amerických fotografů založený v roce 1902. Spolek sdružoval 120 fotografů (členy byli např. Alvin Langdon Coburn, Frank Eugene, Gertrude Käsebierová, Edward Steichen, Alfred Stieglitz, Clarence White, Eva Watson-Schütze). Vedoucí osobností spolku byl Alfred Stieglitz, jehož výstavní síň Malé galerie Fotosecese (Little Galleries of the Photo-Secession, rovněž známá jako Galerie 291) a časopis Camera Work byly s Fotosecesí úzce spjaty. Spolek zanikl po deseti letech, kdy vyvrcholily názorové rozdíly klíčových členů na další směr vývoje umělecké fotografie.

## Historie
Fotosecese ovlivnila vývoj umělecké fotografie v USA i v zahraničí. Nepřímo měla rovněž vliv na českou fotografii 20. a 30. let prostřednictvím Drahomíra Josefa Růžičky, jednoho ze zakladatelů spolku Pictorial Photographers of America hlásícího se k odkazu Fotosecese.
Skupina měla vliv také na piktorialistický spolek Sydney Camera Circle, který založil australský fotograf Harold Cazneaux 28. listopadu 1916.

## Seznam členů
Seznam členů Fotosecese, jak byl zveřejněn v Camera Work, č. 3, červenec 1903
Fellows (Zakladatelé a rada)
- John G. Bullock – Philadelphia
- William. B Dyer. – Chicago
- Dallett Fuguet – New York
- Gertrude Käsebierová – New York
- Joseph T. Keiley – New York
- Robert S. Redfield – Philadelphia
- Eva Watson-Schütze – Chicago
- Eduard J. Steichen – New York
- Alfred Stieglitz – New York
- Edmund Stirling – Philadelphia
- John F. Strauss – New York
- Clarence H. White – Newark, Ohio

Následující byli také zakládající členové, ale nebyli členové rady
- Alvin Langdon Coburn – Boston
- Mary Devensová – Boston
- William Boyd Post – Fryeburg, Me.
- S. L. Willard – Chicago

Associates (přidružení členové)
- Prescott Adamson – Philadelphia
- W. P. Agnew – New York
- A. C. Bates – Cleveland, Ohio
- Edward LaVelle Bourke – Chicago
- Annie W. Brigmanová – Oakland, Kalifornie
- Norman W. Carkhuff – Washington
- W. E. Carlin – New York
- J. Mitchell Elliot – Philadelphie
- Dr. Milton Franklin – New York
- George A. Heisey – Newark, Ohio
- Sam S. Holzman – New York
- Marshall P. Kernochan – New York
- Sarah Hall Laddová (1860–1927) – Portland, Oregon
- Chester Abbott Lawrence – New York

- Fred K. Lawrence – Chicago
- Oscar Maurer – San Francisco
- William J. Mullins – Franklin, Pensylvánie
- Olive M. Potts – Philadelphia
- Harry B. Reid – New York
- Harry C. Rubincam – Denver
- T. O’Conor Sloane – Orange, N. J.
- Walter P. Stokes – Philadelphia
- Mrs. George A. Stanbery – Zanesville, Ohio
- Katherine Stanbery – Zanesville, Ohio
- George B. Vaux – Philadelphia
- Mary Vaux – Philadelphia
- Lily E. White – Portland, Oregon
- Myra Albert Wigginsová – Salem, Oregon
- Arthur W. Wilde – Philadelphia

Další fotografové byli uvedeni jako členové Fotosecese. Na rozdíl od „Fellows“ a „Associates“ nebyla dána definice toho, jakou funkci člen představoval. Všechny kategorie a úkoly vyplývající z členství byly dány samotným Stieglitzem.
- Charlotte C. Albright – Buffalo, N. Y.
- J. W. Alexander – New York
- John Aspinwall – Newburgh, N.Y.
- Alice Boughtonová – New York
- A. K. Boursault – New York
- John M. Bowles – New York
- F. E. Brown – Grand Rapids, Mich.
- Francis Bruguière – San Francisco
- Elizabeth Buehrmannová – Chicago
- Charles H. Caffin – New York
- S. R. Carter – Toronto, Kanada
- F. F. Coburnová – New York
- C. C. Crowther – Kobe, Japonsko
- S. D. Dixon – New York
- J. M. Drivet – New York
- Charles B. Duryea – New York
- Hiram Duryea – New York
- W. G. Eckstein – New York
- Frank Eugene – New York
- Herbert G. French – Cincinnati
- George Haviland - New York
- Paul Haviland – New York
- L. A. Heinsheimer – New York
- H. A. Hess – Springfield, Illinois
- J. P. Hodgins – Toronto, Kanada
- L. J. R. Holst – New York
- S. S. Hornor – Concordville, Pensylvánie
- F. W. Hunter – New York
- W. F. James – Chicago
- Frances Benjamin Johnstonová – Washington

- Walter G. Jones – New York
- Edward W. Keck – Rochester, N. Y.
- Spencer, Jr. Kellogg – Buffalo, N. Y.
- J. B. Kerfoot – New York
- R. Kimbell – New York
- Louis A. Lamb – Chicago
- H. W. Lance – New York
- J. N. Laurvik – New York
- S. Brainerd Lawrence – New York
- Adelaide Hanscomová Leesonová – Douglas, Aljaška
- A. A. Lewis – New York
- Helen. Lohman – New York
- C. H. Macdowell – Chicago
- F. F. Marks – Camden, N. J.
- L. M. McCormick – Asheville, N. C.
- Arthur. Mooney – New York
- Charles Peabody – Cambridge, Mass.
- Jeanette B. Peabody – Cambridge, Mass.
- F. H. Pratt – Worcester, Mass.
- Landon Rives – Cobham, Virginie
- C. W. Roepper – Philadelphia
- L. B. Schram – New York
- Sarah Choate Searsová – Boston
- George Seeley - Stockbridge, Mass.
- H. S. Smith – Boston
- L. F. Stephany – Pittsburgh
- Albert E. Sterner – New York
- Karl Strauss – New York
- Elizabeth R. Tyson – Boston
- S. S. Webber – Trenton, N. J.
- W. E. Wilmerding – New York